# Pseudotriakidae
Pseudotriakidae – rodzina drapieżnych ryb chrzęstnoszkieletowych zaliczana do rzędu żarłaczokształtnych.

## Klasyfikacja
Rodzaje należące do rodziny żarłaczowatych:
- Gollum Compagno, 1973
- Planonasus Weigmann, Stehmann & Thiel, 2013
- Pseudotriakis de Brito Capello, 1868 – jedyny przedstawiciel jest Pseudotriakis microdon  de Brito Capello, 1868